# 埃岱站
埃岱站（站牌彝文写作ꒉꄸ/yy ddi）是一个成昆线上的铁路车站，位于四川省凉山彝族自治州甘洛县苏雄镇埃岱村，目前为四等站，于1966年开始临管运行:225。目前客运办理旅客乘降，不办理货运业务。
车站设有3条股道，部分位于埃岱车站三线大桥上:225。

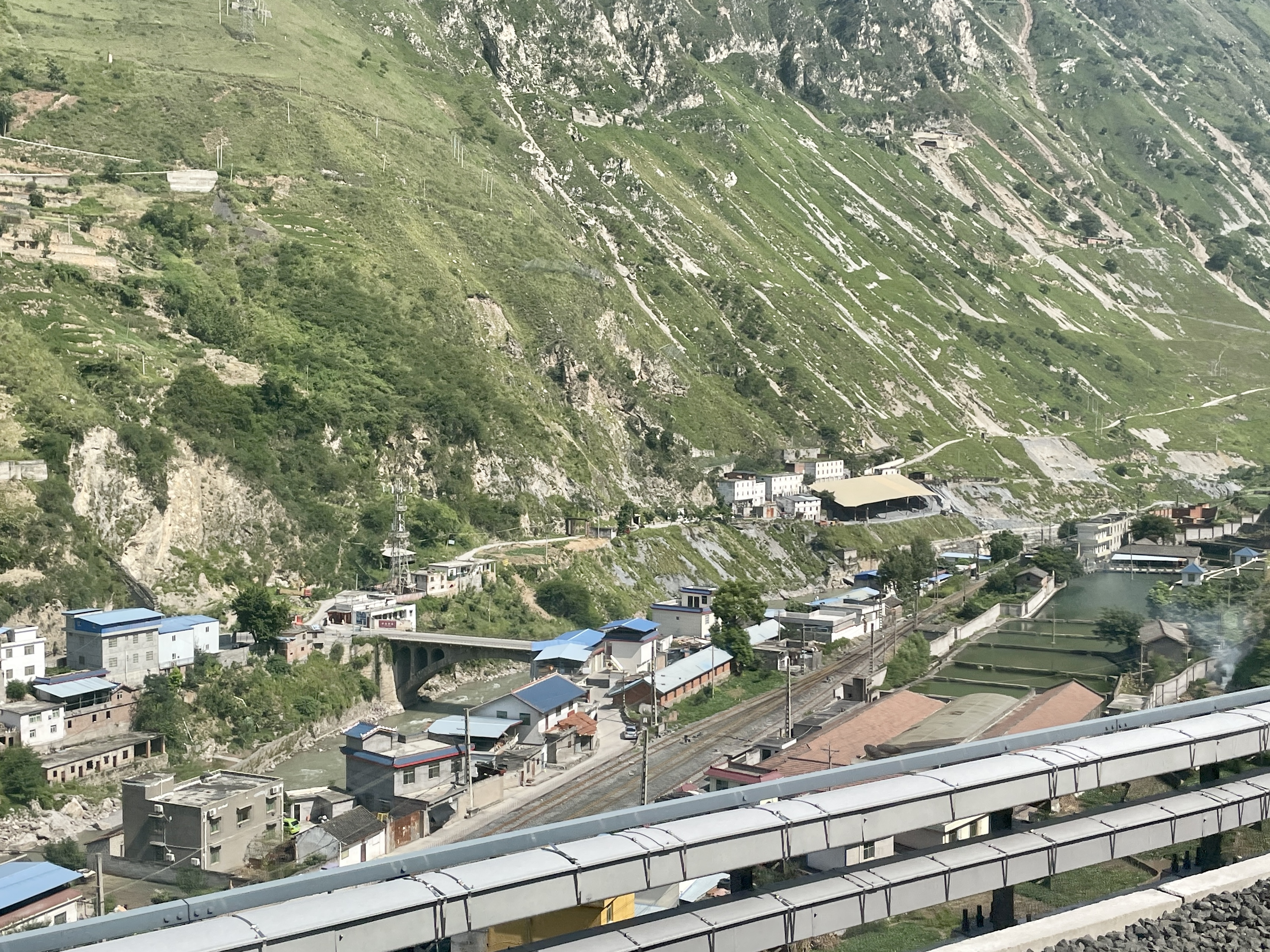
从峨广铁路俯瞰车站
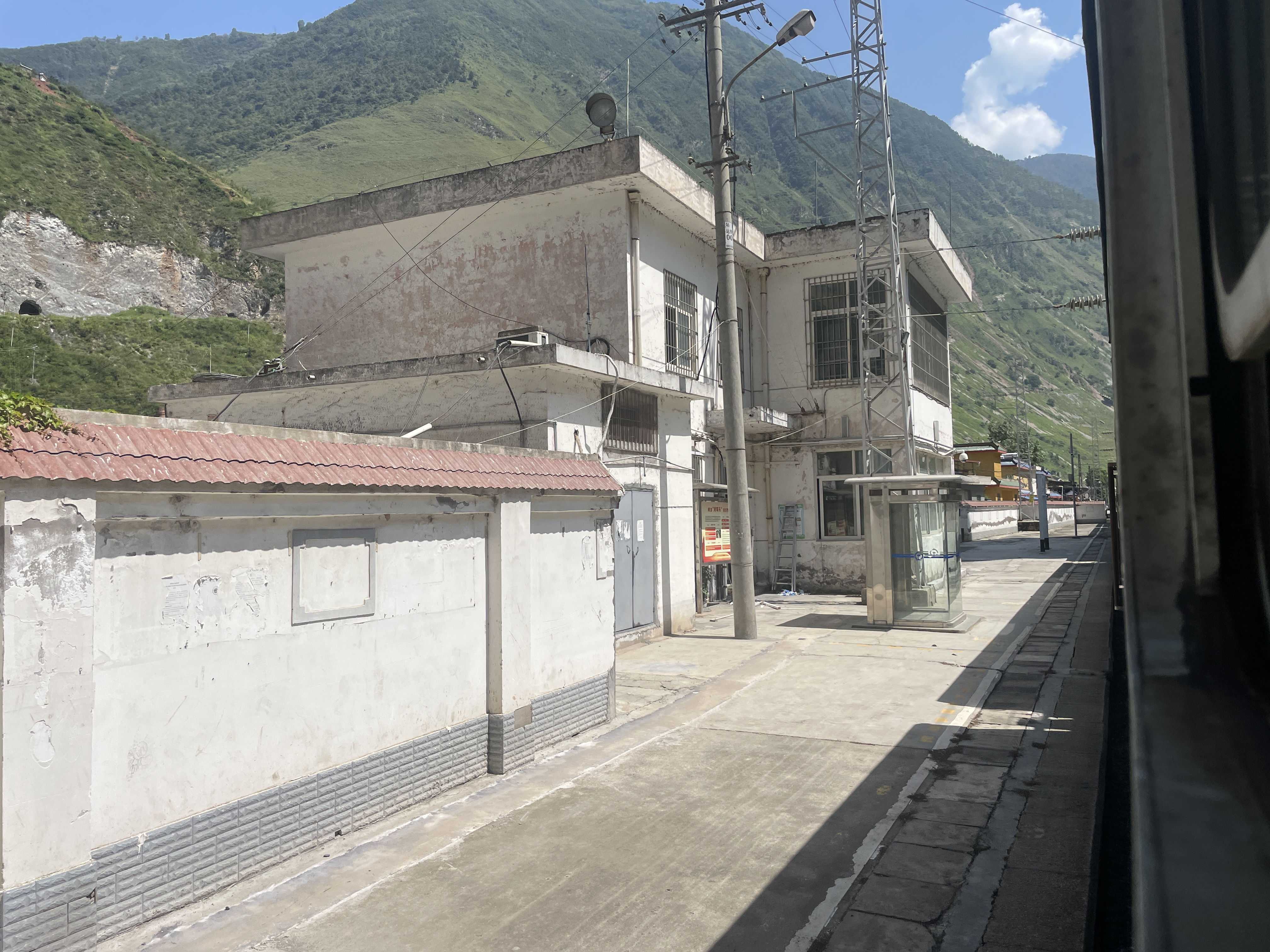
车站站房
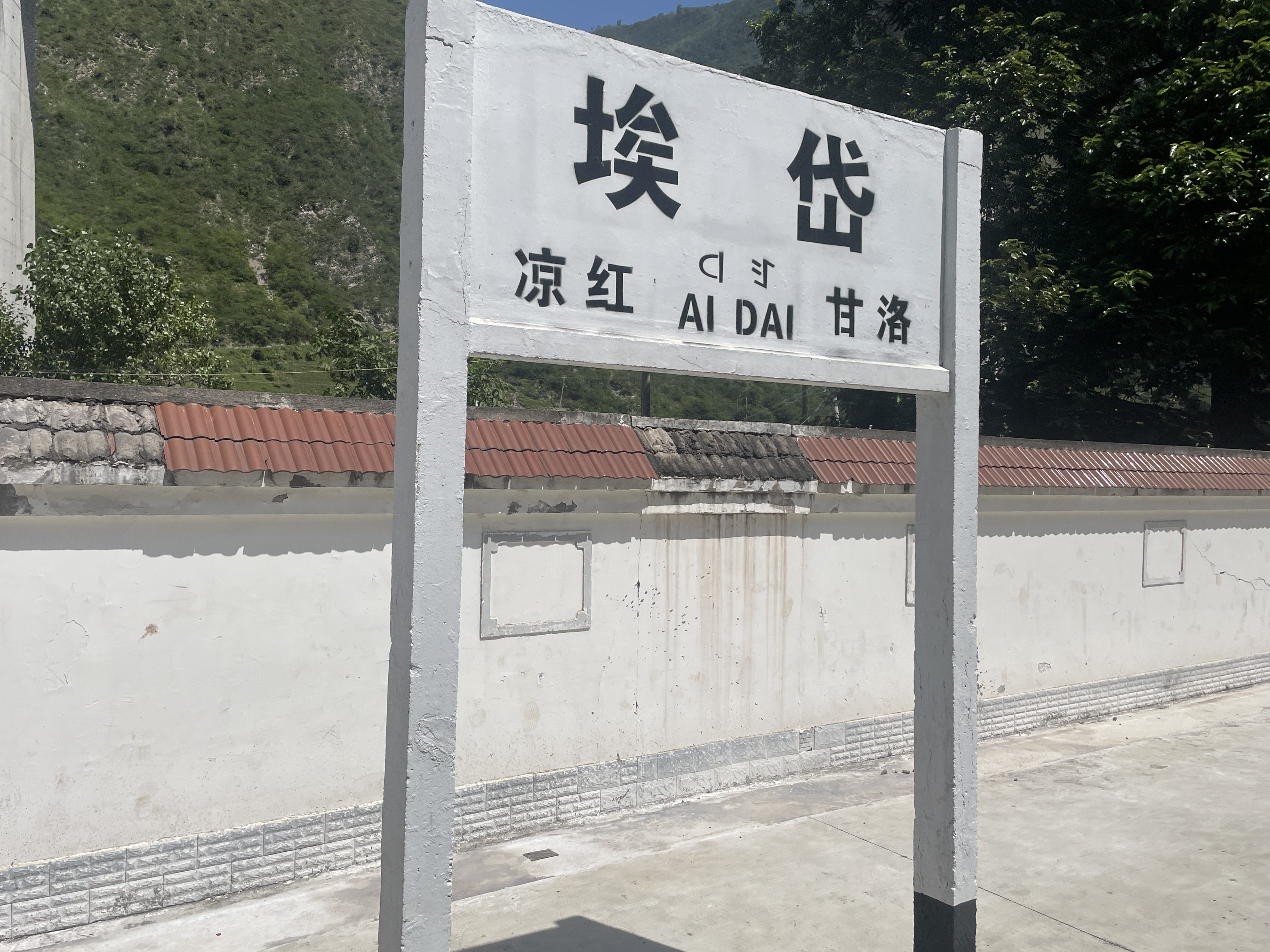
车站站牌
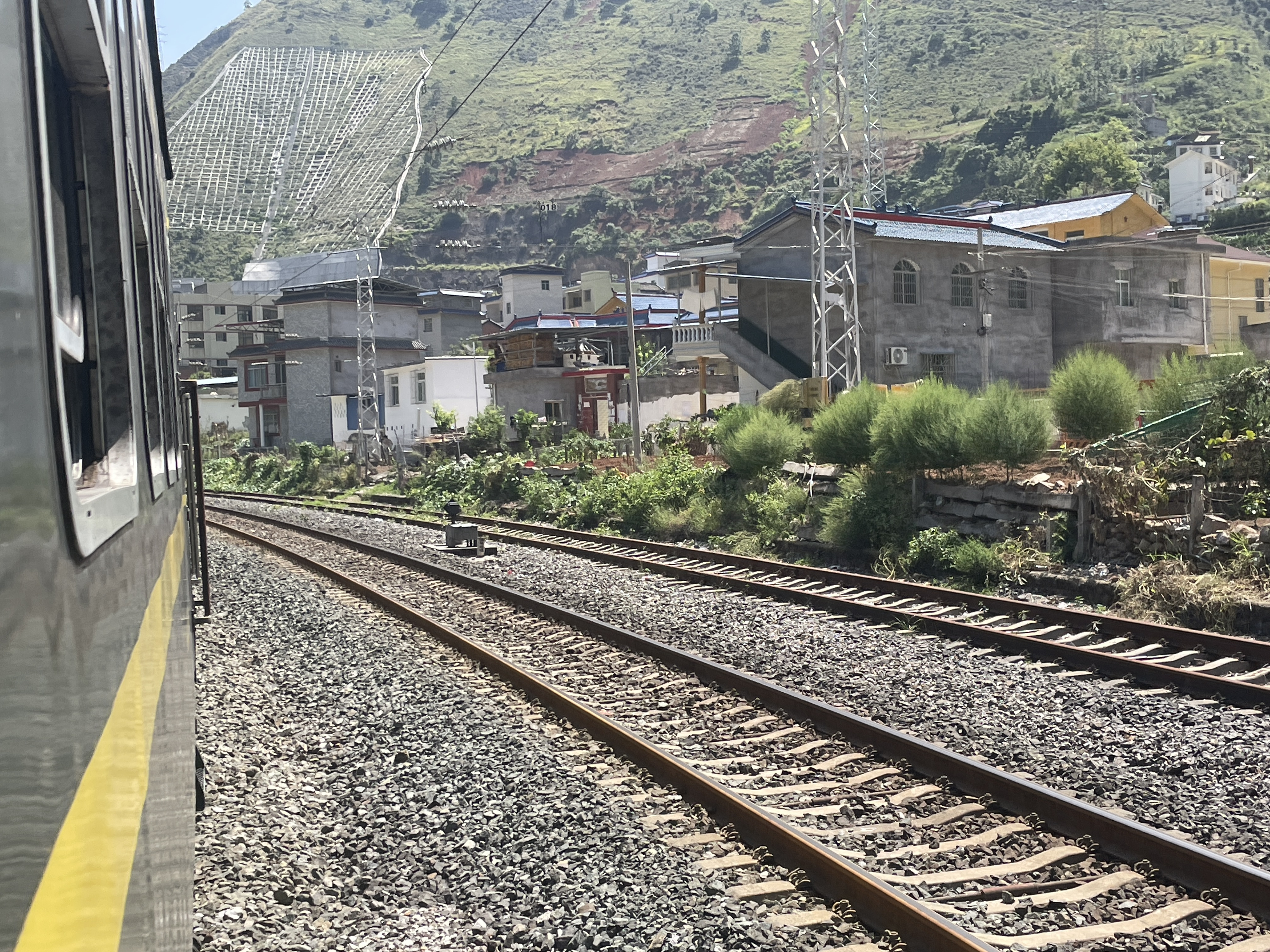
站内股道

## 灾害

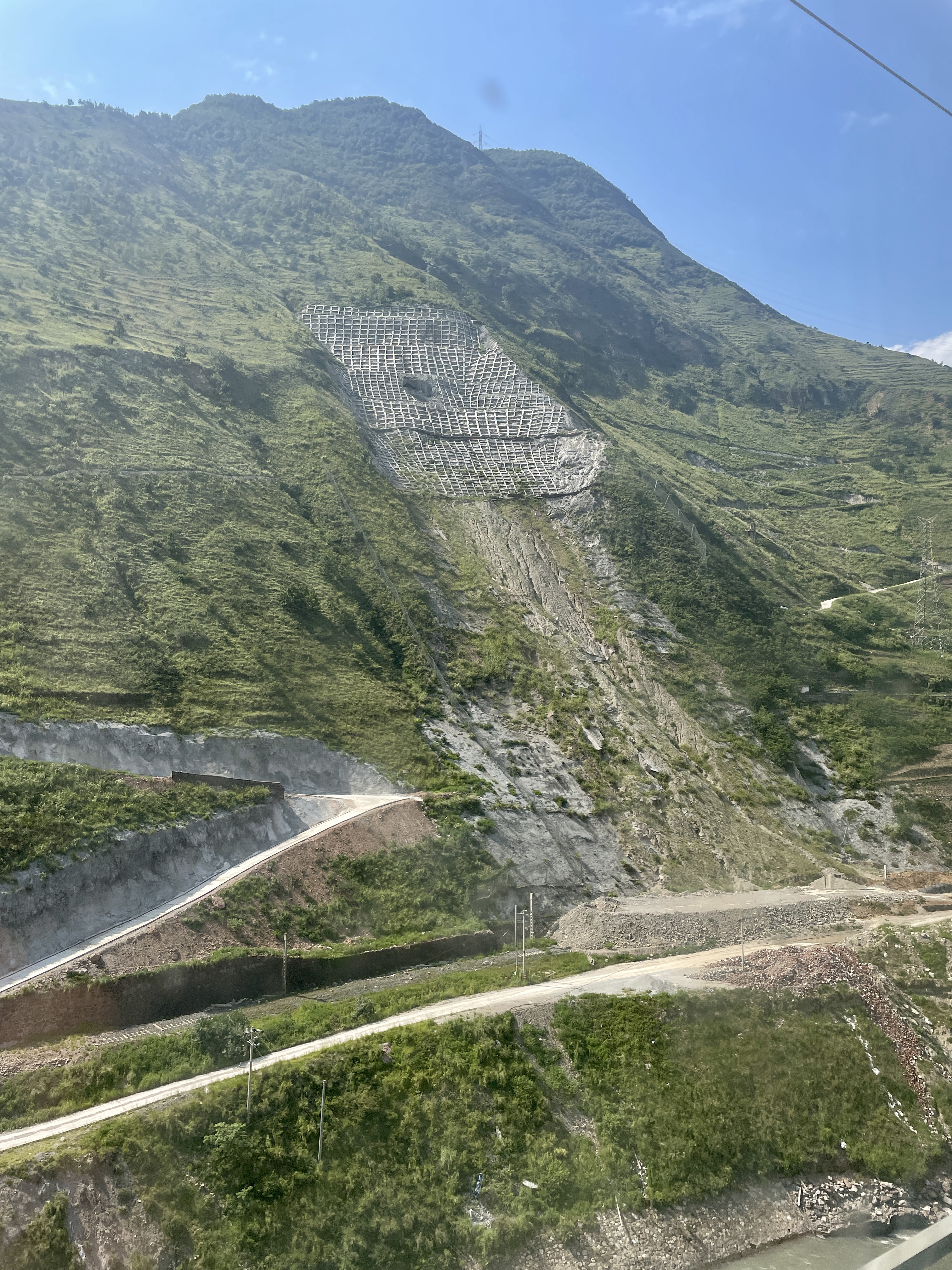
“8·14成昆铁路山体崩塌”塌方处

1973年7月21日埃岱站周围的尔都芦苦沟发生泥石流，泥沙淹没车站股道和站房，致使车站迁址。1980年8月1日车站再次爆发泥石流，导致成昆铁路中断28小时:225。1987年6月5日，车站上行至凉红区间（K310+432~K310+510）发生泥石流灾害。
2019年7月29日，成昆铁路凉红至埃岱站K310和K311处因暴雨引发溜坍和泥石流导致线路中断，经抢修于8月2日9时31分开通货运列车开行；8月14日，成昆铁路埃岱2号至3号隧洞K310处周围发生山体坍塌，参与抢险救灾的17名工作人员遇难。受灾路段经过抢修后于同年10月25日和12月2日分别恢复货运列车和日间管内旅客列车的运行。在线路中断期间，车站职工的生活物资补给通过隔日开行的57901/57902次路用列车补充；
此外抢修部门计划在受灾路段该线以绕开受灾路段。相关工程包括新建长1.5公里的岩岱隧道、新建长16米的拉古子小桥及改建既有埃岱三线大桥165.6米。工程于2019年9月7日开工，中途曾因2020年农历新年假期和新冠肺炎疫情影响而停工，2020年2月10日复工，3月9日贯通，4月26日通过竣工验收，4月27日22时正式投入使用，较进度计划提前2个月。

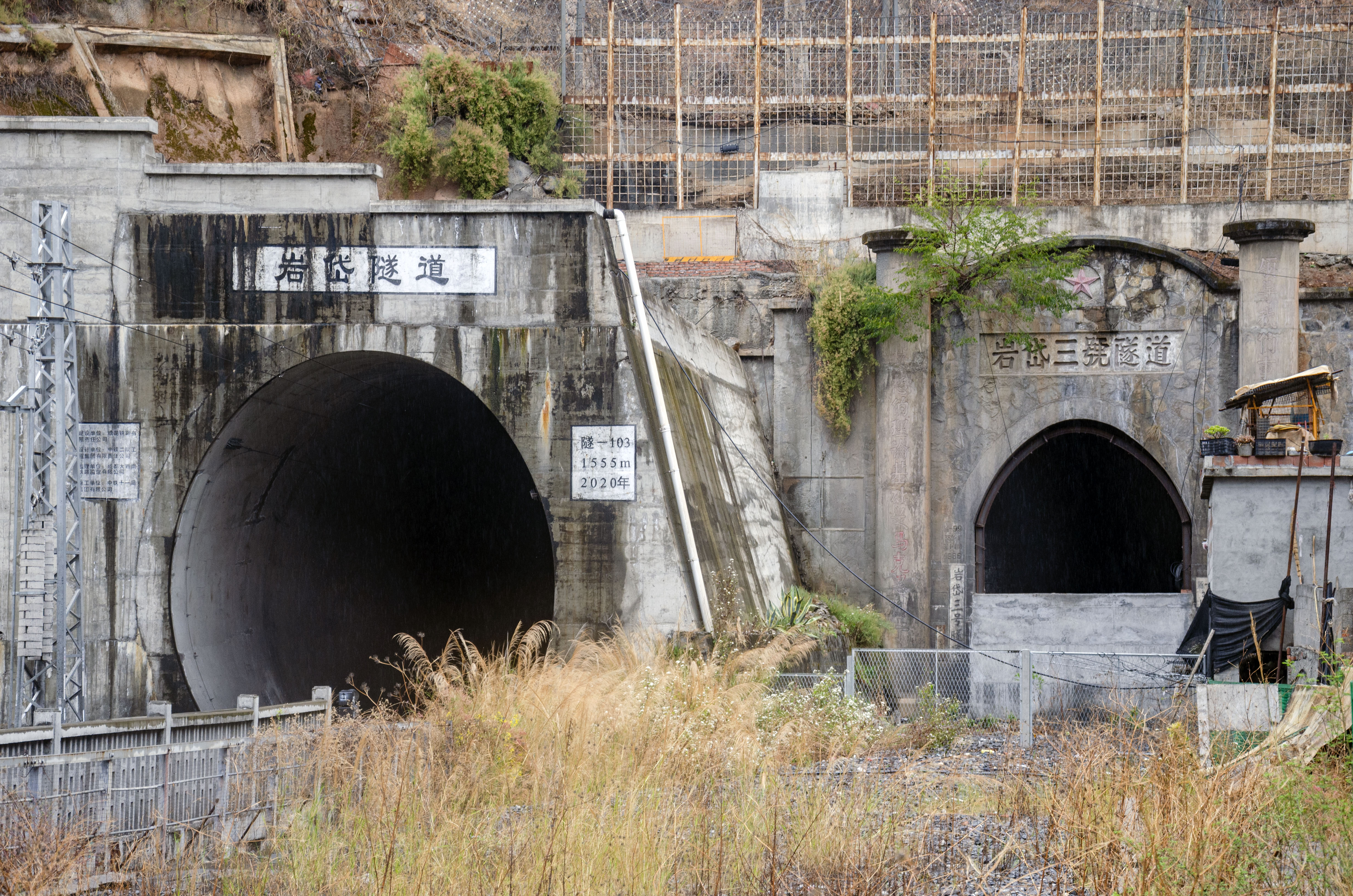
车站上行咽喉的废弃岩岱三号隧道和新建岩岱隧道昆端
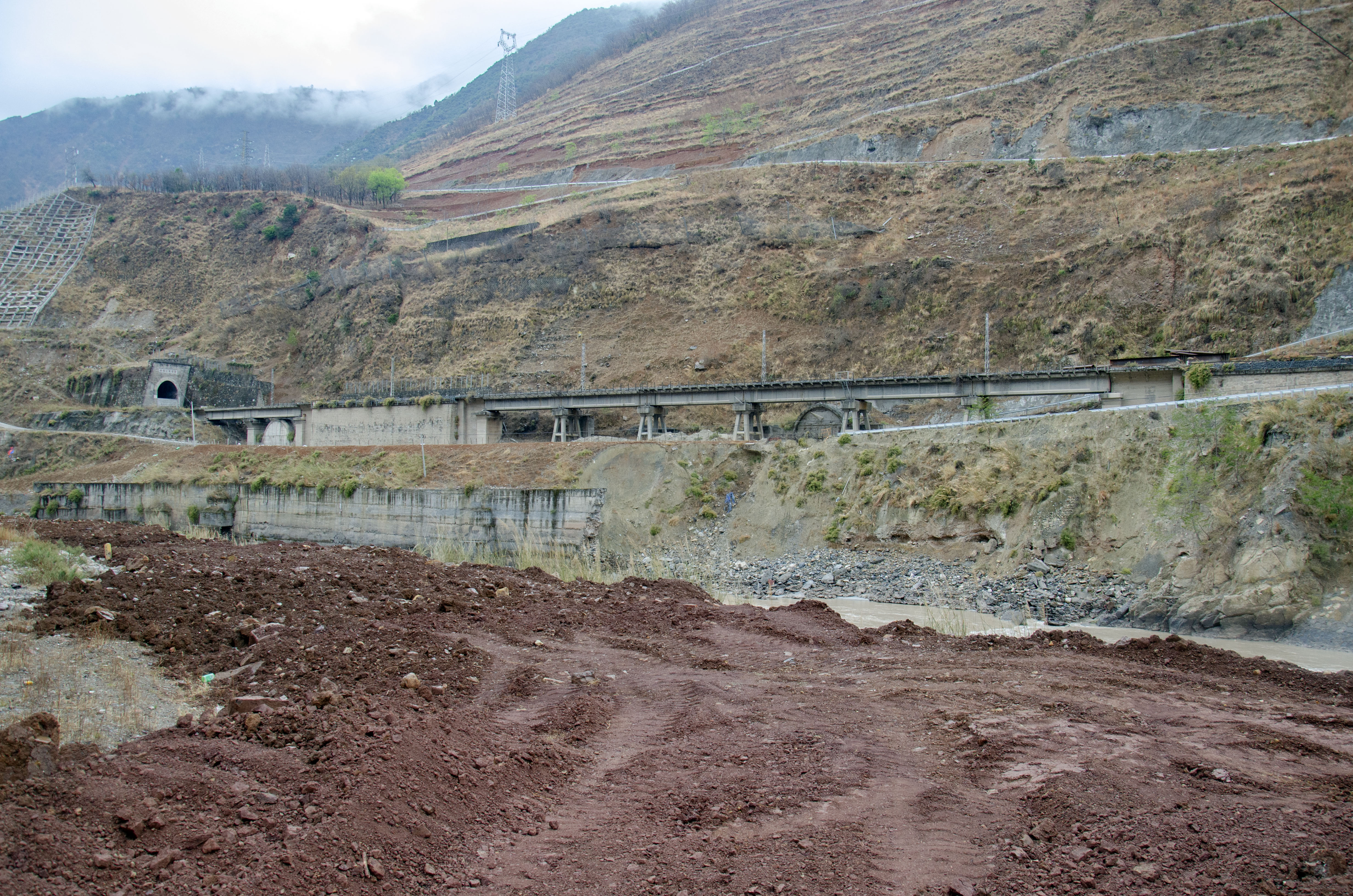
废弃的岩岱三号和二号隧道间的“板凳桥”
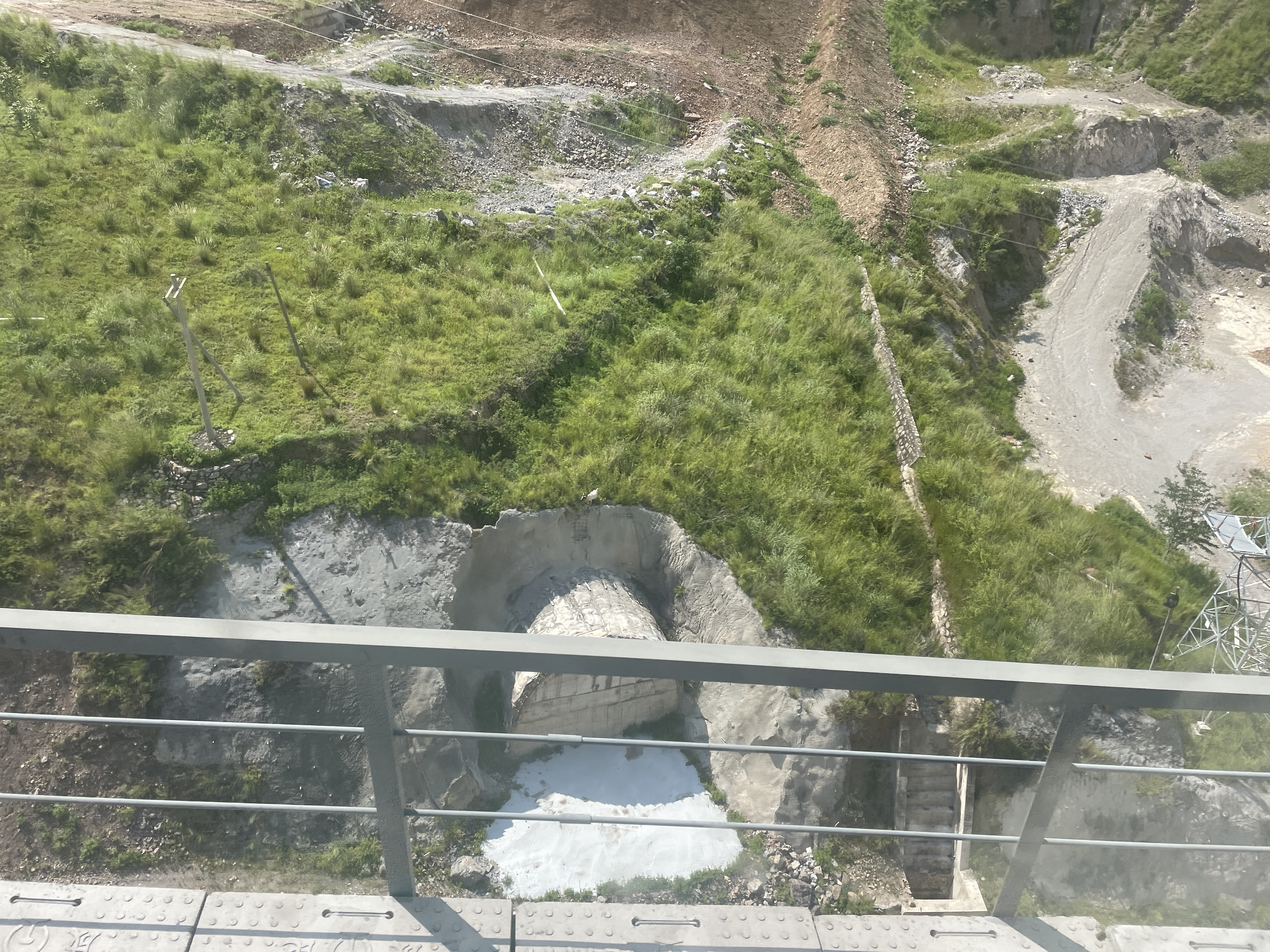
废弃岩岱二号隧道成端
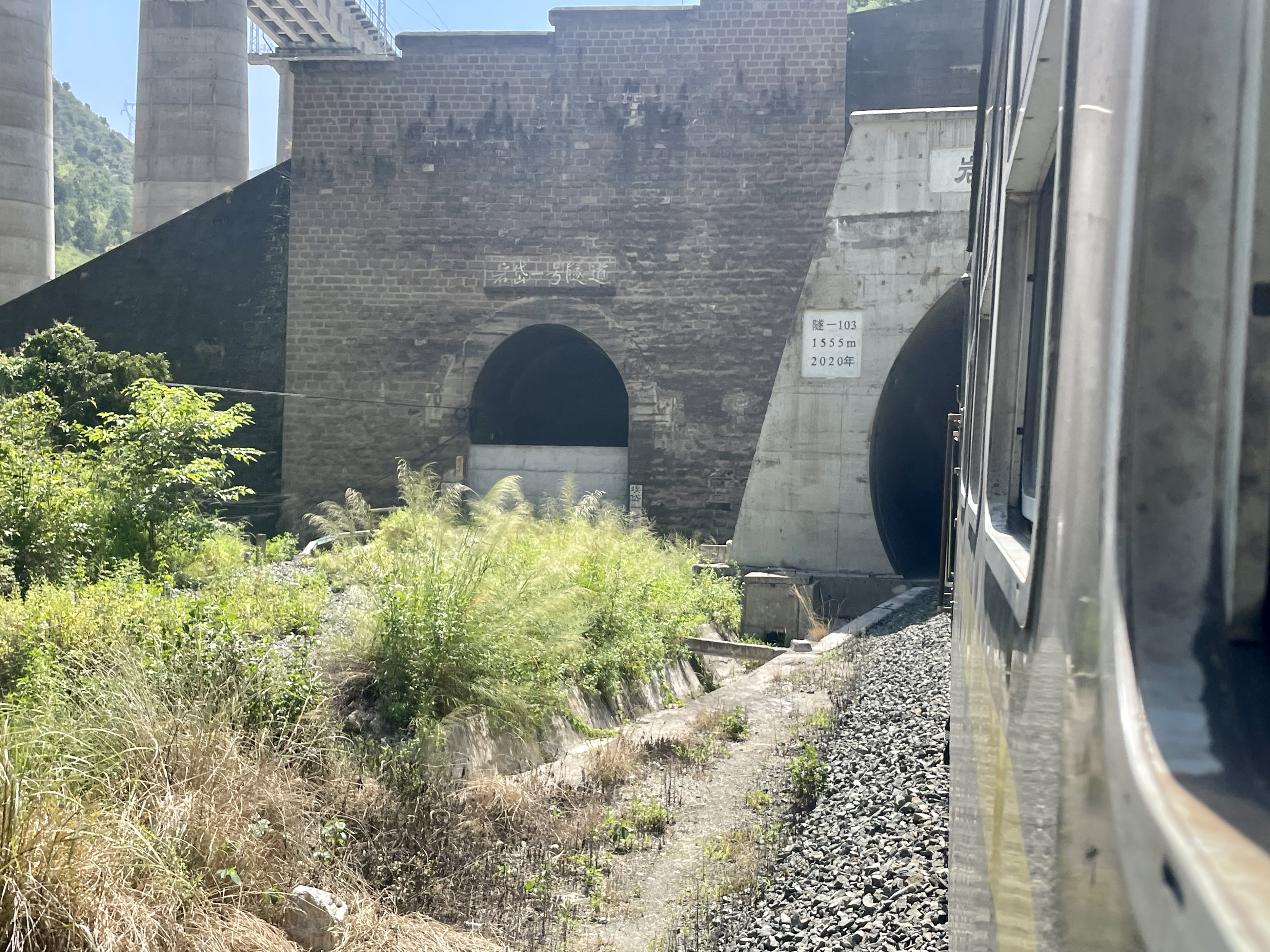
废弃岩岱一号隧道和新建岩岱隧道成端
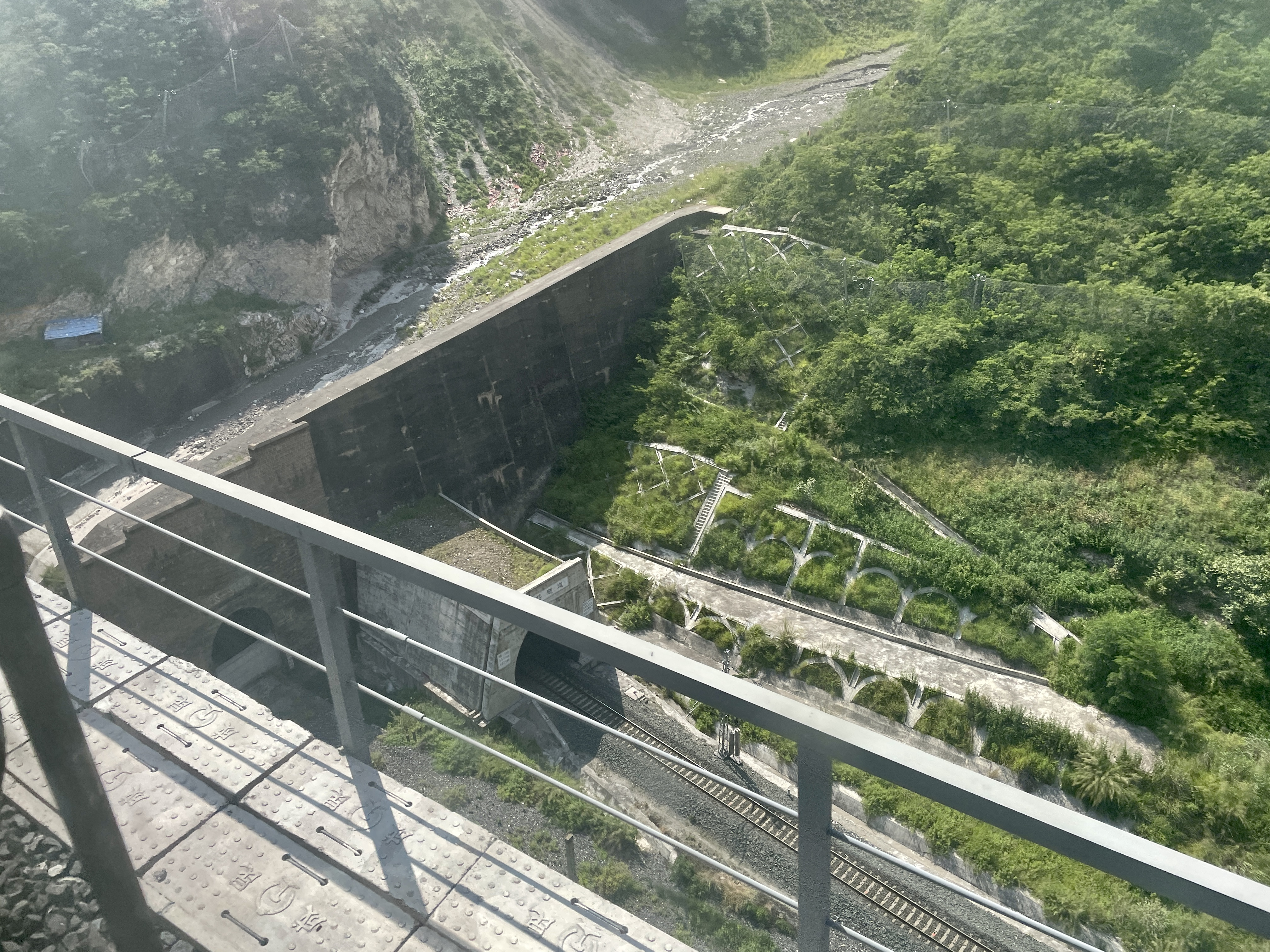
俯瞰废弃岩岱一号隧道和新建岩岱隧道成端